# Marie Victoire (Halvorsen)
Marie Victoire is de titel van een aantal composities van Johan Halvorsen. Het toneelstuk van Edmont Guiraud kreeg haar Noorse première op 31 oktober 1911, die avond werd gevolgd door ongeveer 15 vervolgvoorstellingen. Tijdens die uitvoeringen in het Nationaltheatret in Oslo voerde de actrice Johanna Dybwad de regie en verzorgde Halvorsen de muziek. Halvorsen koos daarbij voor muziek van derden. Hij bewerkte drie Franse volksmelodietjes, La Carmagnole, Le ça ira en nog een ander. Daarnaast voerde hij muziek uit van Hector Berlioz (Symphonie fantastique: Mars naar het schavot) en Georges Bizet, (L'Arlessienme).  Hij schreef ook enige nieuwe muziek bij het toneelstuk. Die muziek verdween na de voorstellingen in de la om er vervolgens na zijn dood pas uit te komen.